# المحقق كونان: أسير في عينيها
المحقق كونان: أسير في عينيها (باليابانية: 名探偵コナン 瞳の中の暗殺者، بالروماجي: Meitantei Conan: Hitomi no Naka no Ansatsusha)، هو فيلم أنمي ياباني طويل، وهو الفلم الرابع من سلسلة أفلام المحقق كونان. وقد صُدِرَ الفليم في اليابان في 22 أبريل من عام 2000.
ودُبلج الفيلم للعربية من قِبَل مركز الزهرة وصدر في عام 2013 تحت اسم الشاهدة الوحيدة. وقد حصد الفيلم ما يُقارب 2.5 مليار ين ياباني في دور السينما، أي ما يُقارب 25$ مليون دولار أمريكي.

## القصة
تدور القصة حول قاتل متسلسل يقتل رجال الشرطة اليابانية واحداً تلو الآخر. وخلال حفلة في أحد الفنادق، دخلت ران وساتو إلى الحمامات، انقطع التيار الكهربائي حينها بواسطة قنبلة تم تفعيلها بواسطة هاتف خلوي. أخذت ران الكاشف الضوئي، فلمحت وجه القاتل وهو يطلق أربع رصاصات على الضابطة ميواكو ساتو، وفي محاولة منه لطلق الخامسة أطلق الرصاصة على صنبور المياة، حينها رمت ران الكاشف من شدة الخوف. ألقت ران اللوم بنفسها بعدما بسبب ما حصل للضابطة ساتو، فأغمي عليها.
بعدها بلحظات وصل كونان والباقون، فقاموا بأخد ساتو بسرعة إلى المستشفى، وأخذوا ران إلى مشفىً آخر، وعندما افاقت ران كانت فاقدة الذاكرة، فتم إستدعاء طبيب نفسي يدعى كازاتو كيوسكي، وقد فسر سبب فقدان الذاكرة هو صدمة، إلى صدمة تلقتها ران بعد رؤيتها رأت للضابطة  ميواكو ساتو ملقية أمامها، لكن كونان لم يصدق ذلك، فيكتشف أن ران ألقت اللوم على نفسها بعد اكتشافه بوجود بصمات ران على الكاشف الضوئي. صادف أن وقع نظر ران بعد ذهابها للمنزل على صورة خطيبها سينشي كودو فشعرت شوق عجيب، وكلما رأت صورة له تشعر بهذا الشوق، لاحظ أبواها هذا الشوق فبدأوا بالتكلم عنه قائلين «أين هذا الغبي وران في هذه الحالة؟»، فشعر كونان بالذنب لأنه لا يستطيع مساعدتها، فقرر أن يحميها من القاتل بعد أن رأت وجهه.
حاول القاتل أن يقتل ران بمحاولتين، المرة الأولى كانت ران مع والدتها في محطة القطار، فقام القاتل بدفعها إلى السكة الحديدية عند قدوم القطار، ولكن كونان أنقذها. المرة الثانية بعدما ذهبت ران إلى مدينة الملاهي التي ذهبت إليها مع سينشي لعلها تسترجع ذاكرتها، بيد أن القاتل أخذ بمطاردتها لكن كونان يكشف القاتل والذي هو الطبيب النفسي كازاتو كيوسكي، وقد استمر كونان في إنقاذ ران، مما دفع ران لسؤاله «لماذا تقوم بانقاذي؟» فاجابها: «لانني احبك كثيرا أكثر من أي شخص في هذا العالم» وهي نفس الكلمات التي قالها كوغورو موري لطلب يد إيري كيساكي.
واستمر كونان وران بالهرب معاً حتى دخلوا نافورة مائية، فمدد القاتل ذراعه إلى داخل النافورة، فأصبح الأمر شبيهاً بالذي رأته ران، فاستعادت ذاكرتها، حينها أخذ كونان علبة كوكاكولا من حقيبة ران، وكان يقول لران «حبي حبي»، وعندما هدأت مياه النافورة، رماها على القاتل بواسطة حذاء الركلة الخارقة، ويتم القبض على كازاتو كيوسكي، ويكون دافعه هو انه قتل طبيباً فبدأت الشرطة اليابانية بالتحري عن الأمر، فقتلهم، وهكذا استعادت ران ذاكرتها وعادت حياتها طبيعية وسعيدة.

## وصلات خارجية
- المحقق كونان: أسير في عينيها على موقع IMDb (الإنجليزية)
- المحقق كونان: أسير في عينيها على موقع نتفليكس (الإنجليزية)
- المحقق كونان: أسير في عينيها على موقع ألو سيني (الفرنسية)
- المحقق كونان: أسير في عينيها على موقع فيلمافينيتي (الإسبانية)
- المحقق كونان: أسير في عينيها على موقع قاعدة بيانات الفيلم (الإنجليزية)
- المحقق كونان: أسير في عينيها على موقع ليتربوكسد (الإنجليزية)
- المحقق كونان: أسير في عينيها على موقع كينوبويسك (الروسية)
- المحقق كونان: أسير في عينيها على موقع ANN anime (الإنجليزية)
- موقع أفلام المحقق كونان، باليابانية.